# Jeff Yoo
Jeff Yoo (koreanisch 제프유/유지영 Jeff Ji Young Yu; * 30. Oktober 1978) ist ein ehemaliger US-amerikanisch-südkoreanischer Fußballspieler. Er wurde auf der Position des Mittelstürmers eingesetzt.

## Karriere
In seiner Jugend besuchte er die Averett University. Im Alter von 21 Jahren wechselte er im September 2000 von seinem bisherigen Franchise Ulsan Hyundai aus der südkoreanischen K League 1 zum VfL Osnabrück in die zweite Bundesliga. Seinen einzigen Einsatz für die Mannschaft bekam er am 24. September 2000 bei der 0:1-Heimniederlage gegen Hannover 96. Dort wurde er zur 59. Minute für Lars Kindgen eingewechselt. Danach stand er noch ein paar mal ohne Einsatz im Kader der Mannschaft. Im Dezember desselben Jahres kehrte er zu seinem alten Franchise zurück. Dieses verließ er zur Saison 2001/02, um sich dem Bucheon SK anzuschließen. Zur Winterpause dieser Saison beendete er im Alter von nur 23 Jahren seine Karriere.